# Lightweight Directory Access Protocol
LDAP hay Lightweight Directory Access Protocol là một giao thức ứng dụng truy cập các cấu trúc thư mục. LDAP được thiết kế trên giao thức Internet TCP/IP.
Một cấu trúc thư mục là một tập hợp các đối tượng có các thuộc tính hay đặc điểm tương tự và được sắp xếp theo logic thành nhiều cấp bậc. Ví dụ thường thấy nhất là danh bạ điện thoại. Trong đó, mỗi cá nhân hay tổ chức được xấp xếp theo thứ tự tên và có các thuộc tính là địa chỉ và số điện thoại. Vì mẫu cấu trúc một thư mục LDAP tương đối đơn giản nên nó cũng thường được dùng để xác nhận người sử dụng các hệ thống thông tin.

## Lịch sử
Vào giữa thập niên 1980, Ủy ban Tư vấn Điện thoại - Điện tín quốc tế (tiếng Anh: International Telegraph and Telephone Consultative Committee - CCITT), tiền thân của Liên minh Viễn thông quốc tế (tiếng Anh: International Telecommunication Union - ITU) và Tổ chức Tiêu chuẩn hóa quốc tế (tiếng Anh: International Organization for Standardization - ISO) đã hợp tác với nhau để tạo ra một chuẩn mới cho dịch vụ thư mục nhằm mục đích thống nhất nỗ lực của 2 tổ chức. Cuối năm 1988, CCITT đã công bố chuẩn dịch vụ thư mục X.500 đầu tiên. Sau đó, chuẩn này đã được cập nhật vào các năm 1993, 1997, và 2001.
Khi mới xuất hiện, X.500 đã mang lại rất nhiều tiện ích cho người dùng. Nhưng dần dà, nó bộc lộ những khiếm khuyết của mình. Một trong những khiếm khuyết đó nằm ở giao thức DAP (tiếng Anh: Directory client Access Protocol - giao thức truy cập thư mục khách) của X.500. Giao thức này tương đối phức tạp, không thích hợp và không có sẵn trên các máy tính thời đó. Bên cạnh đó, DAP cũng khá cồng kềnh và khó hiện thực. Vì những lý do đó, người ta bắt đầu nghĩ đến một cách tiếp cận mới để tránh việc phải hiện thực một giao thức phức tạp như vậy.
Vào khoảng năm 1990, 2 giao thức đơn giản hóa của DAP, gọi là DAS (Directory Assistance Service) và DIXIE (Directory Interface to X.500 Implemented Efficiently) đã được định nghĩa lần lượt trong RFC 1202 và RFC 1249.
Sau sự ứng dụng thành công của DIXIE và DAS, các thành viên của OSI-DS quyết định tăng cường nguồn lực vào việc tạo ra một giao thức truy cập thư mục đơn giản hóa với đầy đủ tính năng cho X.500. Đó chính là LDAP.

## Giao thức
LDAP là một giao thức hướng thông điệp. Client tạo ra một thông điệp LDAP chứa một yêu cầu và gửi nó đến server. Server xử lý yêu cầu đó và gửi trả kết quả lại cho client theo một chuỗi gồm một hoặc nhiều thông điệp LDAP.